# Геноцид индейцев в Гватемале
Геноцид индейцев в Гватемале (также просто Гватемальский геноцид; исп. Genocidio guatemalteco) — условное название цепи лишений, которые понесли автохтонные народы Гватемалы в 1980-е годы, на последнем этапе гражданской войны в стране. Когда конфликт в стране принял хаотичный характер, столкновения постепенно перешли в социально-экономическую, а затем и этническую плоскость. Крупные землевладельцы-латифундисты европейского (преимущ. немецкого) происхождения на севере страны, а также близкие им испаноязычные метисы-ладино воспользовались всеобщим беспорядком и начали проводить насильственную экспроприацию индейских земель, используя наёмников, осуществлявших массовые кровавые бойни.
В стране в 1980-е гг. произошли 669 массовых расправ, в ходе которых погибло более 200 000 чел. (83 % из них составили индейцы-майя) и более чем 45 000 пропало без вести. Военные совершили около 80 % преступлений. Ежегодно совершалось почти 6 000 убийств, из которых 98 % остались без наказания по разным причинам, одной из которых является страх, недоверие судебной системе, а также плохое знание индейцами испанского языка.
Главной защитницей прав индейцев стала Ригоберта Менчу, получившая мировую известность. Также с 1980-х годов Хулия Эскивель Веласкес выступала по всей Европе и Северной Америке, говоря о тяжелом положении майя, киче и других коренных народов во время геноцида в Гватемале.
Президент Эфраин Риос Монтт, год (1982—1983) диктатуры которого был пиком геноцида, 10 мая 2013 года был осужден на 80 лет лишения свободы за геноцид и преступления против человечности, совершенные против народа Гватемалы (50 лет тюрьмы по обвинению в геноциде и 30 лет за преступления против человечности). Однако Конституционный суд отменил приговор, и судебный процесс возобновился только в 2015 году, в 2018 году подсудимый скончался от сердечного приступа.
Несмотря на конфликты, за счёт высокой рождаемости, население страны увеличилось за этот период почти в три раза. Индейцы продолжают составлять около половины населения страны.